# S THE STORIES
『S -THE STORIES-』（エス・ザ・ストーリーズ、通称 S）は、日本のサッカー番組。毎週土曜日 23:54 - 24:00（JST）にテレビ朝日系列、毎週月曜日 23:55 - 24:00（JST）にBS朝日にて放送された。

## 番組概要
ソニー株式会社提供で国際サッカー連盟（FIFA）の全面協力の下、サッカーにまつわるさまざまなエピソードを紹介している。
今までに取り上げたエピソードとしては、中村俊輔といった国内のメジャープレーヤー、メッシといった海外のメジャープレーヤーを始め、ドゥンガなどのすでに引退したプレーヤーや、国立霞ヶ丘競技場の芝など多岐にわたる。
シリーズ全体を俯瞰すると、最終的には「サッカーにまつわる様々なエピソードを拾い上げたエンサイクロペディア」となる。

## 出演者
小西真奈美（ナレーション)

## スタッフ
- 企画：盛田昌夫（ソニー）
- 音楽：松谷卓
- タイトル題字：森清範（京都 清水寺貫主）
- オープニングCG：馬場淳（アート・ディレクター）
- 構成：武田浩
- リサーチ：世良 知之
- ディレクター：山崎清太、長山孝太郎
- 演出：稲村健
- プロデューサー：菰田勇男（テレビ朝日）、後宮昌樹（ソニー・ピクチャーズ エンタテインメント） 、近藤孝子（共同テレビ）、吉田岳人（共同テレビ）
- 協力：国際サッカー連盟（FIFA）
- 音楽制作：株式会社ソニー・ミュージックエンタテインメント
- 番組提供：ソニーマーケティング株式会社
- 制作協力：株式会社共同テレビジョン
- 制作：株式会社テレビ朝日、ソニー株式会社、株式会社ソニー・ピクチャーズ エンタテインメント